# Prstena kolobarnica
Prstena kolobarnica (znanstveno ime Tricholoma terreum) je gliva iz rodu kolobarnic (Tricholoma).

## Značilnosti
Klobuk je širok 4–7 cm, zvonasto izbočen in enakomerno prekrit z drobnimi sivimi luskicami. Ob vlažnem vremenu se lahko zaviha navzgor in tako izpostavi zraku čim večjo površino trosovnice.
Lističi so razmaknjeni in izrezani ob betu. Najprej so beli, kasneje postanejo prsteno sivi.
Bet je belkast, visok 3–8 cm in širok okoli 1,5 cm. Nima obročka ali ostankov ovojnice v dnišču.
Meso je tenko, lomljivo in ima prijeten okus in vonj, ki ne spominja na moko.

## Razširjenost in življenjski prostor
Prstena kolobarnica je široko razširjena v zmernem podnebnem pasu severne in južne poloble. Je mikorizna z iglavci, v glavnem z bori. Lahko tudi v parkih in urbanih okoljih v bližini teh dreves. Uspeva pozno poleti, jeseni in v milih zimah. Ponavadi v večjih skupinah.

## Mikroskopske značilnosti
Trosni odtis je bel. Trosi so ovalni in veliki 6–7 x 3,5–4,4 μm.

## Podobne vrste
- Strupena pegasta kolobarnica (Tricholoma pardinum) je večja, ima izrazite luske na klobuku in diši po moki.
- rumeneča kolobarnica (Tricholoma scalpturaturm) diši po moki, lističi pa na pritisk porumenijo.

## Uporabnost
V preteklosti je veljala za užitno. Nabiranje vseh sivih kolobarnic se odsvetuje neizkušenim gobarjem, zaradi možnosti zamenjav s strupenimi vrstami.
Novejše kemične analize so pokazale, da vsebuje toksine, ki lahko povzročijo rabdomiolizo. Dodatne raziskave so to ugotovitev omilile in pokazale, da je nevarno lahko samo zaužitje nenormalno velike količine gob in da je obrok iz 200 g gob razmeroma varen.

## Taksonomija
Glivo je pri opisal Jacob Christian Schäffer kot Agaricus terreus leta 1762. Kot Agaricus myomyces jo je opisal mikolog Christian Hendrik Persoon leta 1794. Trenutno znanstveno ime ji je dal Paul Kummer leta 1871.

## Galerija slik
- V značilnem kolobarju ob betu izrezani ističi.
- Navzgor zavihan klobuk pohitri spuščanje trosov v vlažnem vremenu.
- Trosi